# Амелін (Мазовецьке воєводство)
Амелін (пол. Amelin) — село в Польщі, у гміні Красносельц Маковського повіту Мазовецького воєводства.
Населення — 187 осіб (2011).
У 1975-1998 роках село належало до Остроленцького воєводства.

## Демографія
Демографічна структура станом на 31 березня 2011 року:
|          | Загалом | Допрацездатний вік | Працездатний вік | Постпрацездатний вік |
| -------- | ------- | ------------------ | ---------------- | -------------------- |
| Чоловіки | 85      | 19                 | 56               | 10                   |
| Жінки    | 102     | 16                 | 65               | 21                   |
| Разом    | 187     | 35                 | 121              | 31                   |